# 阿马特耶之家

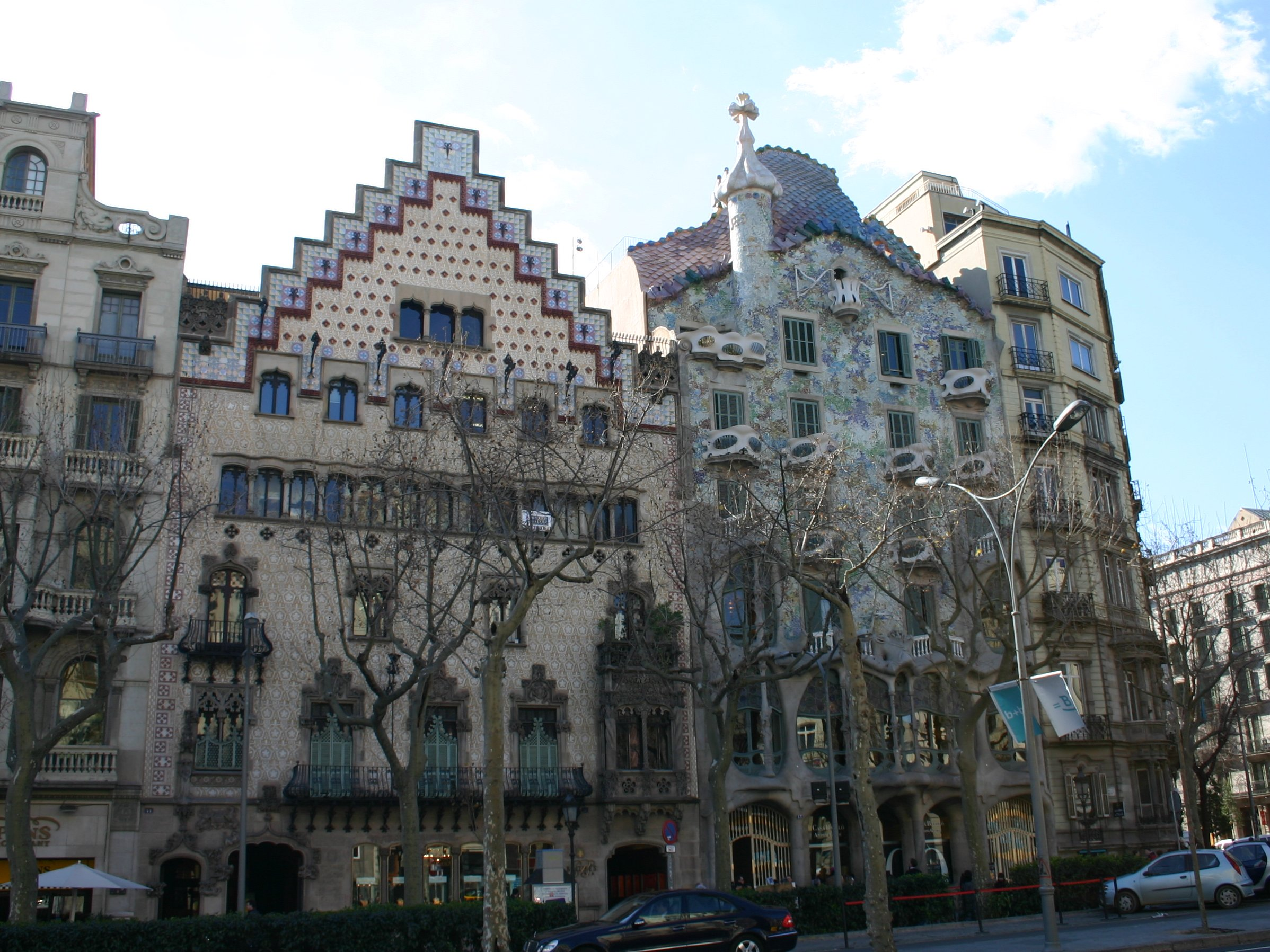
阿马特耶之家和巴特略之家

阿马特耶之家（Casa Amatller）是西班牙巴塞罗那的一座现代主义建筑，由何塞·普伊赫·卡达法尔克（Josep Puig i Cadafalch）设计。连同巴特略之家和莫雷拉之家（Casa Lleó-Morera），这三座独特的现代主义建筑，构成巴塞罗那著名的不和谐街区（Illa de la Discòrdia）的三座最著名建筑。
阿马特耶之家最初被设计为巧克力商安东尼·阿马特耶的住所，兴建于1898年至1900年。